# غرانثام وستامفورد (دائرة انتخابية في المملكة المتحدة)
غرانثام وستامفورد  (بالإنجليزية: Grantham and Stamford)‏ هي إحدى الدوائر الانتخابية في المملكة المتحدة الممثلة في مجلس العموم في برلمان المملكة المتحدة.
عضو البرلمان الذي يمثلها حالياً هو :Mr Quentin Davies (Lab).